# Strepsichlora remissa
Strepsichlora remissa là một loài bướm đêm trong họ Geometridae.